# 城田優
城田 優（しろた ゆう、スペイン語：Yu Shirota Fernández、1985年12月26日 - ）は、日本の俳優、タレント、歌手、シンガーソングライター、演出家。

## 来歴
歌うことが大好きで、幼少の頃から自然に芸能活動に興味を持ち、「テレビ番組に出る人になる」と思っていた。13歳で芸能事務所に所属し、デビューに向けてレッスンを始める。しかし長身かつ西洋的な顔立ちであるため演じられる役柄が限定されてしまい、オーディションにも100回以上落ちる など悔しい思いをするが、2003年、17歳の時にミュージカル 『美少女戦士セーラームーン』の地場衛 / タキシード仮面役で俳優デビュー。その後『ミュージカル・テニスの王子様』（2005年）、『スウィーニー・トッド』（2007年）などで舞台経験を積む。
2004年10月、D-BOYSに加入。
2006年、『純ブライド』で映画初主演を務める。その一方でテレビドラマ出演の機会も増え、『ハケンの品格』（2007年、日本テレビ）、『花ざかりの君たちへ〜イケメン♂パラダイス〜』（同年、フジテレビ）、『交渉人〜THE NEGOTIATOR〜』（2008年、テレビ朝日）などでレギュラー出演の役柄を務めるようになる。
2008年7月、『D-BOYS STAGE vol.2 ラストゲーム 〜最後の早慶戦〜』を最後に、D-BOYSを卒業。
2009年1月、ニッポン放送のラジオ番組『オールナイトニッポン』で月曜日のレギュラーパーソナリティーを担当。同年、大河ドラマ『天地人』（NHK）の真田幸村役で初めて時代劇に出演する。当初、自分の顔立ちは時代劇に合わないのではと一度は出演を断ったが、プロデューサーからの熱烈なオファーにより出演を受諾したものだった。そしてこの出演により『第60回NHK紅白歌合戦』のゲスト審査員に選出される。
2010年12月、同年8月から10月にかけて出演したミュージカル『エリザベート』におけるトート役での演技により「平成22年度（第65回）文化庁芸術祭」の演劇部門で「芸術祭新人賞」を受賞。
2011年4月、『四つ葉神社ウラ稼業 失恋保険〜告らせ屋〜』（読売テレビ）で連続ドラマ初主演。5月4日には、同ドラマの主題歌「U」を含む、自ら作詞・作曲した3曲を収録したシングル『U』で、アーティスト名「U」としてCDデビュー。
2015年、第6回岩谷時子賞・奨励賞を受賞。LaLa TVオリジナルドラマ『私たちがプロポーズされないのには、101の理由があってだな』シーズン2（第8回）でドラマ監督デビューし、原案も担当する。
2016年、ミュージカル『アップル・ツリー』で演出家デビュー。2015年の『エリザベート』に対して、WOWOW 勝手に演劇大賞2015・男優賞を受賞。
2018年10月24日に自身初のミュージカルアルバム「a singer」を発売し、2012年3月以来6年半ぶりに歌手活動を再開することを発表。
2019年1月23日、親友の山崎育三郎、尾上松也とユニット『IMY（あいまい）』を結成。ユニット名は3人の名前のアルファベットの頭文字を組み合わせたものである。同年4月20日にBunkamuraオーチャードホールで旗揚げ公演が開催されることも併せて発表した。また、旗揚げ公演に先駆けニッポン放送において特別番組が放送される。
2020年5月29日、GLAYのTERU・HISASHIとコラボした楽曲「それでも」を、InstagramとYouTubeにて公開。新型コロナウイルスによる外出自粛の生活を強いられる中で、SNSを通して多くの人が不安や孤独と戦っていることを感じ、城田が「どうにか前向きなエネルギーを届けられないか」という思いのもと制作した楽曲であり、城田のInstagram生配信を観ていたTERUが「何か一緒にやろうよ」と城田に呼びかけたことがキッカケで、TERUが歌唱で、HISASHIがギターで参加することとなった。アレンジは城田と交流のあるプロデューサーのUTAが担当、映像には昨年にミュージカル「ファントム」で共演した廣瀬友祐によるイラストが使用された。城田は楽曲公開にあたって「僕の頭の中から生まれたメロディと歌詞を、TERUさんが歌ってくださり、そしてHISASHIさんにギターを弾いていただけるだなんて、夢にも思っていなかったコラボに感無量です」とコメントした。また、同年12月に発売のカバーアルバム『Mariage』では、このコラボをキッカケにGLAYメンバーとDJ Massのリアレンジ、そしてTERUのディレクションによるGLAYの楽曲「カーテンコール」のカバーの収録も決まった。
2020年9月30日、ワタナベエンターテインメント公式サイトで城田との専属契約終了を報告するとともに「弊社は引き続き今後もサポートして参りますので、どうぞよろしくお願い申し上げます」とのメッセージを掲載した。

## 人物
- 東京都出身[1]。
- 堀越高等学校[28]卒業。同級生に上戸彩、蒼井優、山下智久らがいる[29]。
- 身長190cm[8]
- 靴のサイズ29.5cm[30]。
- 左利き[31]。
- 父親は日本人で放送作家の城田光男[32]、母親はスペイン（エストレマドゥーラ州出身）人のタレントのペピー・フェルナンデス[33][34] 。兄2人[35]、姉1人、妹1人の5人兄弟で[36]、城田は4番目である。長男の丹羽大は2018年に久石譲の長女で歌手の麻衣と結婚している。次兄はモデル、デザイナー、歌手として活動している城田純[5]。妹はLittle Glee Monsterのメンバーとして活動していたこともあるLINA（未来リナ）[35][36]。ちなみに母親が三回の結婚歴と離婚歴があることから事実上の異父兄弟であるともいう[37]。
- 日本で出生したが、2歳から6歳頃までの幼少期をバルセロナで育つ[38]。この来歴と、サッカーファンであることから2011年11月にFCバルセロナの「名誉サポーター」に任命された[39]。
- 趣味は作詞・作曲[40]。
- 特技はスペイン語と、ピアノ、ギター、サックスなどの楽器演奏[40]。
- 好きなスポーツはサッカー、水泳、ボウリング[41]。
- 俳優仲間では佐藤健[42]や三浦翔平とプライベートでも親交があり、佐藤とは謎解きイベント仲間でもある[43]。
- SixTONESの京本大我、山崎育三郎とはカラオケに行く等で交流が有る[44]。
- 城田優、山崎育三郎、尾上松也の三人によるユニット「IMY（アイマイ）」のメンバー。
- ワタナベエンターテインメントの若手男性俳優集団「D-BOYS」の元メンバーであった。
- 大のホラー映画ファンとしても知られる[45]。2014年1月24日放送のABCテレビ『D-BOYS 10th Anniversary Project ショートフィルムフェスティバル』で15分のショートフィルム「Breed in 10 hours」ではパニックホラー作品の初監督をつとめた[46]。
- Love&Peace精神を掲げており、これはオフィシャルファンクラブの名前にもなっている。2013年1月6日、1月13日放送の『逃走中アルティメット』（フジテレビ）では、眞鍋かをりや荒川静香などの女性プレイヤーがアルティメットルールに参加する中で、城田は争いたくないことを理由に自首した（賞金128万8200円獲得）[47]。

## 受賞歴
- 2010年：第65回文化庁芸術祭「演劇部門」新人賞（ミュージカル「エリザベート」トート役）[12][48]
- 2015年：第6回岩谷時子賞・奨励賞[14][49]
- 2016年：第23回読売演劇大賞・優秀男優賞（ミュージカル「エリザベート」トート役）[50]
  - 2021年：第28回読売演劇大賞・優秀男優賞（ミュージカル「NiNE」グイド役）[51]
- 2016年：WOWOW「勝手に演劇大賞2015」・男優賞（ミュージカル「エリザベート」トート役）[52]
- 2018年：第43回菊田一夫演劇賞（ミュージカル「ブロードウェイと銃弾」チーチ役）[53][54]

## 出演
※太字は主演作品

### 舞台
- ミュージカル「美少女戦士セーラームーン」 - 地場衛 / タキシード仮面 役※7代目
  - 無限学園〜ミストレス・ラビリンス〜改訂版（2003年1月2日 - 14日、サンシャイン劇場）
  - スターライツ★流星伝説（2003年7月20日 - 8月30日、サンシャイン劇場 他）
  - 火球王妃降臨（2004年1月2日 - 13日、サンシャイン劇場）
  - 新かぐや島伝説（2004年7月20日 - 9月5日、サンシャイン劇場 他）
- ミュージカル「テニスの王子様」 - 手塚国光 役※2代目[55]
  - in winter 2004-2005 side 山吹 feat. 聖ルドルフ学院（2005年1月8日 - 10日、大阪メルパルクホール / 1月20日 - 23日、東京メルパルクホール）
  - Dream Live 2nd（2005年5月4日、東京ベイNKホール）
  - The Imperial Match 氷帝学園（2005年8月8日 - 14日、日本青年館大ホール / 8月17日 - 20日、大阪メルパルクホール）
  - The Imperial Match 氷帝学園 in winter 2005-2006（2005年12月19日 - 25日、日本青年館大ホール / 2015年12月28日 - 2016年1月2日、大阪メルパルクホール）
  - Dream Live 3rd（2006年3月28日・29日、Zepp Tokyo）
- ミュージカル「スウィーニー・トッド」- アンソニー 役（2007年1月5日 - 29日、日生劇場 / 2月8日 - 10日、愛知厚生年金会館 / 2月15日 - 18日、大阪シアターBRAVA! / 2月22日 - 25日、北九州芸術劇場大ホール）
- D-BOYS STAGE
  - vol.1「完売御礼」 - 長塚三郎 役（2007年6月3日 - 10日、全労済ホールスペース･ゼロ）
  - vol.2「ラストゲーム」 - ハンドルネーム・ワセダ / 相本信一郎 役（2008年6月20日 - 27日、青山劇場 / 7月5日・6日、大阪シアターBRAVA!）
- ミュージカル「テイクフライト」 - リンドバーグ 役（2007年11月24日 - 12月9日、東京国際フォーラムC / 12月14日 - 16日、北九州芸術劇場大ホール / 12月19日 - 21日、中日劇場 / 2008年1月3日 - 5日、梅田芸術劇場メインホール）[56]
- ミュージカル「エリザベート」  - トート 役[57]
  - （2010年8月9日 - 10月30日、帝国劇場） - 山口祐一郎、石丸幹二 とトリプルキャスト
  - （2015年6月11日 - 8月26日、帝国劇場） - 井上芳雄 とWキャスト
  - （2016年6月28日 - 7月26日、帝国劇場 / 8月6日 - 9月4日、博多座 / 9月11日 - 30日、梅田芸術劇場メインホール / 10月8日 - 23日、中日劇場） - 井上芳雄 とWキャスト
- ミュージカル「ロミオ&ジュリエット」 - ロミオ 役
  - 初演（2011年9月7日 - 10月2日、赤坂ACTシアター / 10月8日 - 20日、梅田芸術劇場メインホール） - 山崎育三郎 とWキャスト[58]
  - 再演（2013年9月3日 - 10月5日、東急シアターオーブ / 10月12日 - 27日、梅田芸術劇場メインホール） - 二役（ロミオ/ティボルト）[59]
- ミュージカル「ファントム」 - ファントム（エリック） 役
  - （2014年9月13日 - 9月29日、赤坂ACTシアター / 10月5日 - 15日、梅田芸術劇場メインホール）
  - （2019年11月10日 - 12月1日、赤坂ACTシアター / 12月7日 - 16日、梅田芸術劇場メインホール） - 加藤和樹 とWキャスト
  - （2023年7月22日 - 8月6日、梅田芸術劇場メインホール / 8月14日 - 9月10日、東京国際フォーラムホールC）- 加藤和樹 とWキャスト / 二役（エリック/シャンドン伯爵）[60]
- 地球ゴージャス Vol.14「The Love Bugs」 - スィンクルマン 役（2016年1月9日 - 2月24日、赤坂ACTシアター / 3月1日 - 3日、愛知県芸術劇場大ホール / 3月11日 - 13日、福岡サンパレス / 3月19日 - 29日、フェスティバルホール）[61]
- ストレートプレイ「令嬢ジュリー」 - ジャン 役 （2017年3月10日 - 4月1日、Bunkamuraシアターコクーン）[62]
- ミュージカル「ブロードウェイと銃弾」 - チーチ 役
  - 初演（2018年2月7日 - 28日、日生劇場 / 3月5日 - 20日、梅田芸術劇場メインホール / 3月24日 - 4月1日、博多座） - 浦井健治 とW主演[63]
  - 再演（2021年5月10日・11日、5月12日 - 30日、日生劇場 / 6月4日 - 6日、兵庫県立芸術文化センターKOBELCO大ホール / 6月12日・13日、オーバード・ホール / 6月19日・20日、高崎芸術劇場大劇場） - 高木雄也 とW主演[64]※緊急事態宣言発出による公演一部中止
- ミュージカル「ピピン」 - ピピン 役（2019年6月10日 - 30日、東急シアターオーブ / 7月6日・7日、愛知県芸術劇場大ホール / 7月12日 - 15日、大阪オリックス劇場 / 7月20日・21日、静岡市清水文化会館マリナート大ホール）[65]
- ミュージカル「NiNE」 - グイド 役（2020年11月12日 - 29日、赤坂ACTシアター / 12月5日 - 13日、梅田芸術劇場メインホール）[66]
- 米倉涼子×城田優エンタテインメントショー「SHOWTIME」（2021年6月23日 - 27日、東急シアターオーブ）[67][68]
- IMYオリジナル舞台「あいまい劇場 其の壱『あくと』」（2021年11月20日 - 12月5日、EX THEATER ROPPONGI）[69]
- ミュージカル「カーテンズ」 - フランク・チョフィ 役（2022年2月26日 - 3月13日、東京国際フォーラムホールC / 3月18日 - 22日、新歌舞伎座 / 3月26日・27日、愛知県芸術劇場大ホール）[70]
- ミュージカル「キンキーブーツ」（再再演） - ローラ 役（2022年10月1日 - 11月3日、東急シアターオーブ / 11月10日 - 20日、大阪オリックス劇場） - 小池徹平 とW主演[71][72]
- エンタテインメントショー「TOKYO～the city of music and love～」（2024年5月14日 - 19日、東急シアターオーブ / 6月22日、シンガポール・Esplanade Theatres on the Bay）[73][74]
- ミュージカル「ダンス オブ ヴァンパイア」 - クロロック伯爵 役（2025年5月10日 - 31日、東京建物 Brillia HALL / 6月7日 - 15日、御園座 / 7月4日 - 12日、梅田芸術劇場メインホール / 7月19日 - 30日、博多座） - 山口祐一郎とWキャスト[75]
- オルガン・ステージリーディング『モーツァルト！』（2025年8月11日、サントリーホール 大ホール）[76]
- ※予定 ミュージカル「PRETTY WOMAN The Musical」 - エドワード・ルイス 役（2026年1月 - 3月、東急シアターオーブ / 大阪オリックス劇場）[77][78]

### テレビドラマ
- Pinkの遺伝子 第12話（2005年12月19日、テレビ東京） - 中条マキ 役
- 神はサイコロを振らない〜君を忘れない〜 第7話（2006年3月1日、日本テレビ） - 綾瀬翔一 役
- ザ・ヒットパレード〜芸能界を変えた男・渡辺晋物語〜（2006年5月26・27日、フジテレビ） - ミッキーカーチス 役
- ハケンの品格（2007）（2007年1月10日 - 3月14日、日本テレビ） - 天谷リュート 役
- 生徒諸君!（2007年4月20日 - 6月22日、テレビ朝日） - 水原健 役
- 花ざかりの君たちへ〜イケメン♂パラダイス〜（2007年7月3日 - 9月18日、関西テレビ・フジテレビ） - 神楽坂真言 役
  - 花ざかりの君たちへ 〜イケメン♂パラダイス〜 卒業式&7と1/2話スペシャル（2008年10月12日）
- 交渉人〜THE NEGOTIATOR〜（テレビ朝日） - 真里谷恭介 役
  - 第1シリーズ（2008年1月10日 - 2月28日）
  - スペシャル版（2009年2月28日）
  - 第2シリーズ（2009年10月22日 - 12月17日）
- ROOKIES（2008年4月19日 - 7月26日、TBS） - 新庄慶 役
- チーム・バチスタの栄光（2008年10月14日 - 12月23日、関西テレビ） - 氷室貢一郎 役
- 長生き競争!（2008年12月26日、東海テレビ） - 下田毅 役
- 大河ドラマ
  - 天地人 第22話・第23話・第25話・第26話・第35話・第38話・第39話・第43話・第46話（2009年1月 - 11月、NHK） - 真田幸村 役
  - どうする家康 第31話・第32話（2023年8月、NHK） - 森長可 役[79]
- Go Ape ゴー・エイプ（2009年3月28日、WOWOW） - 荻原由紀夫 役
- サムライ・ハイスクール（2009年10月17日 - 12月12日、日本テレビ） - 中村剛 役
- SPEC〜警視庁公安部公安第五課 未詳事件特別対策係事件簿〜（2010年10月8日 - 12月17日、TBS） - 地居聖 役
  - SPEC〜零〜（2013年10月23日、TBS）
- 四つ葉神社ウラ稼業 失恋保険〜告らせ屋〜（2011年4月7日 - 6月30日、読売テレビ） - 香月歩 役
- 荒川アンダー ザ ブリッジ（2011年7月26日 - 9月27日、TBS / 7月30日 - 9月4日、MBS） - シスター 役
- ジウ 警視庁特殊犯捜査係（2011年7月29日 - 9月23日、テレビ朝日） - 雨宮崇史 役
- 濃姫（2012年3月17日、テレビ朝日） - 織田信長 役
  - 濃姫II〜戦国の女たち（2013年6月23日、テレビ朝日）
- D×TOWN〜第二弾「太陽は待ってくれない」（2012年5月4日、テレビ東京） - カズマ 役[80]
- GTO（リメイク版、関西テレビ） - 弾間龍二 役
  - 第1シリーズ（2012年7月3日 - 9月11日）
  - 秋も鬼暴れスペシャル（2012年10月2日）
  - 正月スペシャル! 冬休みも熱血授業だ（2013年1月2日）
  - 完結編 〜さらば鬼塚! 卒業スペシャル〜（2013年4月2日）
  - 台湾編（2014年3月22日 - 、GTV総合）[81]
  - 第2シリーズ（2014年7月8日 - 9月16日）
- 連続テレビ小説
  - 純と愛（2012年10月1日 - 12月27日、2013年3月27日・28日、NHK） - 水野安和 役
    - 純と愛スペシャル「富士子のかれいな一日」（2013年4月20日、NHK BSプレミアム）

  - カムカムエヴリバディ（2021年11月1日 - 2022年4月8日、NHK） - ナレーション[82]
    - 第111話・第112話（2022年4月7日・8日、NHK） - ウィリアム（ビリー）・ローレンス 役
- 明日、ママがいない（2014年1月15日 - 3月12日、日本テレビ） - 東條祐樹 役[83]
- 殺人偏差値70（2014年7月2日、日本テレビ） - 田中宏志 役
- すべてがFになる 第9話・第10話（2014年12月16日・23日、フジテレビ） - 塙理生哉 役
- このミステリーがすごい! ベストセラー作家からの挑戦状「黒のパンテル」（2014年12月29日、TBS） - 二ノ宮 役
- ○○妻（2015年1月14日 - 3月18日、日本テレビ） - 板垣雅己 役
- 結婚に一番近くて遠い女（2015年3月6日、日本テレビ） - 橘宗一郎 役[84]
- 表参道高校合唱部!（2015年7月17日 - 9月18日、TBS） - 鈴木有明 役[85]
- 私たちがプロポーズされないのには、101の理由があってだな シーズン2 第4回（2015年9月23日、LaLa TV） - 悟 役[86]
- 勇者ヨシヒコと導かれし七人 第3話（2016年10月22日、テレビ東京） - ヴァリー 役（戦士）
- FNS27時間テレビ にほんのれきし平安ドラマ「源氏さん!物語」（2017年9月9日、フジテレビ） - 光源氏 役[87]
- オトナ高校 第4話・第5話（2017年11月4日・11日、テレビ朝日） - 岩清水叶 役[88]
- トットちゃん! 第46話 - 第60話（2017年12月4日 - 22日、テレビ朝日） - カール・祐介・ケルナー 役[89]
- 連続ドラマW
  - バイバイ、ブラックバード（2018年2月17日 - 3月24日、WOWOW） - 繭美 役（女性役・ヒロイン）[90]
  - 1972 渚の螢火（2025年10月19日〈予定〉 - 、WOWOW） - ジャック・シンスケ・イケザワ 役[91]
- ミューブ♪〜秘密の歌園〜（2018年4月17日 - 6月19日 、メ〜テレ） - オスカー像 役（声だけの出演）[92]
- 文学処女（2018年9月10日 - 10月29日、MBS / 2018年9月12日 - 10月31日、TBS） - 加賀屋朔 役（森川葵とW主演）[93]
- 今日から俺は!! 第1話・第10話（2018年10月14日・12月16日、日本テレビ） - 月川 役[94]
- 私のおじさん〜WATAOJI〜（2019年1月11日 - 3月8日、テレビ朝日） - 千葉迅 役[95]
- TOKYO MER〜走る緊急救命室〜 第7話・第9話 - 第11話（2021年8月15日・29日 - 9月12日、TBS） - エリオット・椿 役[96]
- 古見さんは、コミュ症です。第6話 - 第8話（2021年10月11日 - 11月1日、NHK） - 成瀬詩守斗 役[97]
- ブラックペアン シーズン2 第7話（2024年8月25日、TBS） - 上杉歳弘 役[98]
- いきなり婚（2025年1月8日 - 3月26日、日本テレビ） - 安藤創 役[99]

### 配信ドラマ
- Hice cool!〜沖縄BOYS!2005〜（2005年4月 - 2005年7月、NETCINEMA.TV） - マコト 役
- 少女には向かない職業（2006年5月、GyaO） - 達川良 役
- SPECサーガ黎明篇 サトリの恋 第3話（2018年10月12日、Paravi） - 地居聖 役
- エンジェルフライト 国際霊柩送還士（2023年3月17日、Amazon Prime Video） - 柊秀介 役[100]
- トークサバイバー!〜トークが面白いと生き残れるドラマ〜 シーズン2（2023年10月10日、Netflix） - 結城 役[101]

### 映画
- テニスの王子様（2006年5月13日、松竹） - 手塚国光 役[102]
- 純ブライド（2006年5月、トルネード・フィルム） - 茶縞夏美 役
  - 続・純ブライド（2006年11月、トルネード・フィルム）
- 荒くれKNIGHT（2007年4月28日、トルネード・フィルム） - 善波七五十 役
- ワルボロ（2007年9月8日、東映） - 小佐野 役
- ヒートアイランド（2007年10月20日、ザナドゥー） - アキ 役
- 死にぞこないの青（2008年8月30日、ザナドゥー） - 羽田光則 役
- ROOKIES -卒業-（2009年5月30日、東宝） - 新庄慶 役
- 今度は愛妻家（2010年1月16日東映） - 西田健人 役
- 交渉人 THE MOVIE タイムリミット高度10,000mの頭脳戦（2010年2月11日、東映） - 真里谷恭介 役
- 荒川アンダー ザ ブリッジ THE MOVIE（2012年2月4日、ソニー・ピクチャーズ エンタテインメント） - シスター 役
- 劇場版 SPEC〜結〜 爻ノ篇（2013年11月29日、東宝） - 地居聖 役
- 黒執事（2014年1月18日、ワーナー・ブラザース映画） - チャールズ・ベネット・サトウ 役
- 明烏 あけがらす（2015年5月16日、ショウゲート） - アオイ 役[103]
- 亜人（2017年9月30日、東宝） - 田中功次 役[104]
- 羊と鋼の森（2018年6月8日、東宝） - 上条真人 役[105]
- カツベン！（2019年12月13日、東映） - アルマン 役（劇中劇である無声映画「椿姫」の登場人物）[106]
- 一度死んでみた（2020年3月20日、松竹 / フジテレビジョン） - 野畑製薬の警備員 役
- 新解釈・三國志（2020年12月11日、東宝） - 呂布 役[107]
- くれなずめ（2021年5月12日、東京テアトル） - 松岡 役[108]
- コンフィデンスマンJP -英雄編-（2022年1月14日、東宝 / フジテレビジョン） - ジェラール・ゴンザレス 役（セリフ全編英語＆スペイン語）[109]
- バイオレンスアクション（2022年8月19日、ソニー・ピクチャーズ エンタテインメント） - みちたかくん 役[110]
- サラリーマン金太郎（ライツキューブ） - 鷹司誠士 役[111]
  - 【暁】編（2025年1月10日）
  - 【魁】編（2025年2月7日）

### 吹き替え
- 海外ドラマ
  - IRIS-アイリス-（2010年4月 - 9月、TBS） - チン・サウ 役（演：チョン・ジュノ）

- 映画
  - シンデレラ（2015年4月25日） - キット王子 役（演：リチャード・マッデン）[112]

- アニメ
  - 2分の1の魔法（2020年8月21日） - バーリー・ライトフット 役（声：クリス・プラット）[113][114]

### コンサート・ライブ

#### ソロコン・ライブ
- 「U 1st LIVE」（2011年12月17日、大阪シアタードラマシティ / 2011年12月25日・26日、東京赤坂BLITZ）
  - 「Love&Peace Tour 2012」（2012年3月2日、東京SHIBUYA-AX / 2012年3月4日、名古屋ダイアモンドホール / 2012年3月9日、大阪森ノ宮ピロティホール）
  - 第12回「相約北京(北京で会いましょう)」城田優コンサート（2012年5月9日、北京・海淀劇院）
  - YU SHIROTA LIVE 2012「Segundo」（2012年12月21日・22日、東京赤坂BLITZ / 2012年12月26日、大阪なんばHatch）

- 「Yu & Musical Lovers 2013」（2013年12月26日・27日、東京日本橋三井ホール）
- 「城田優コンサート2019～a singer～」（3月21日、中野サンプラザ）[115]
  - 「城田優 Concert Tour 2020～Mariage～」（2月24日、昭和女子大学 人見記念講堂 / 2月29日、フェニーチェ堺 大ホール / 3月8日、福岡国際会議場 メインホール / 3月15日、日本特殊陶業市民会館 フォレストホール）[116]※COVID-19感染状況ならびに予防対策のため地方公演中止

- 「LOVE＆PEACE Christmas＆Birthday Night-LPCBN-」（2022年12月25日、イープラス「Streaming＋」生配信）

- 「城田優 25th Anniversary Orchestra Concert 〜featuring Naoya Iwaki」（2024年10月7日、サントリーホール 大ホール / 10月30日、フェスティバルホール） [117]

#### 他
- Act Against AIDS 2012「THE VARIETY 20」（2012年11月30日・12月1日、日本武道館） 
  - Act Against AIDS 2018「THE VARIETY 26」〜遂に!俳優だけの武道館ライブ!!･･･大丈夫なのか〜〜!?〜（2018年12月1日、日本武道館）
  - Act Against Anything VOL.1「THE VARIETY 27」（2020年12月1日、日本武道館）
  - Act Against Anything VOL.2「THE VARIETY 28」〜4年ぶりブリ生舞台！全身全霊！心を込めて歌って踊って皆でチャリティ全員集合！〜（2022年11月26日、神奈川県 パシフィコ横浜 国立大ホール）[118][119]※体調不良のため出演を取りやめた
  - Act Against Anything VOL.3「THE VARIETY 29」〜皆でチャリティ！異業種エンターテイナー団結！武道館降臨！〜（2024年12月1日、日本武道館）[120]
- ミュージカルコンサート「4Stars」
  - 「4Stars One World of Broadway Musicals」（2013年6月15日 - 23日、青山劇場 / 6月27日 - 30日、梅田芸術劇場メインホール）[121][122]
  - 「4Stars 2017」（2017年12月14日 - 17日、梅田芸術劇場メインホール / 12月20日 - 28日、東京国際フォーラムホールC）[123]
- 梅田芸術劇場10周年記念コンサート「Golden Songs」（2015年2月19日、東京国際フォーラムホールC / 2月28日、梅田芸術劇場メインホール） - 日替わり出演[124][125]
- 岩谷時子メモリアルコンサート〜アンコール〜（2015年10月1日、中野サンプラザ）
  - 岩谷時子メモリアルコンサート〜Forever〜Vol.2（2017年11月7日、中野サンプラザ）
- フレンズ・オブ・ディズニー・コンサート2016（4月9日、東京国際フォーラムホールA）
- 音舞台シリーズ 第31回「東大寺音舞台」（2018年9月8日、奈良・華厳宗大本山東大寺）[126]
- 「ニッポン放送『山崎育三郎の I AM 1936』presents THIS IS IKU」（2018年10月13日、東京国際フォーラムホールA） - ゲスト出演
- 「マルシア Debut 30th Anniversary Kick Off Live〜私はどうしてここに？〜」＜2nd Stage＞（2019年2月19日、ビルボードライブ東京） - ゲスト出演
- 「フランク・ワイルドホーンpresents Special Musical Concert in Japan 2019」（2019年3月26日・27日、Bunkamuraオーチャードホール）[127]
- 「LIVING ROOM CONCERT」番外編（2020年7月4日、イープラス「Streaming＋」生配信） - スペシャルゲスト出演[128]
- 「THE MUSICAL CONCERT at IMPERIAL THEATRE」＜Program A＞（2020年8月14日 - 17日、帝国劇場）[129]
- 「billboard classics PEANUTS 70th Anniversary SNOOPY Premium　Symphonic Christmas Concert」（2020年12月24日、東京文化会館大ホール） - スペシャルゲスト出演[130]
  - 「billboard classics SNOOPY Premium Symphonic Christmas Concert 2021」（12月16日、Bunkamuraオーチャードホール / 12月17日、愛知芸術劇場大ホール） - ゲストボーカル出演[131]
  - 「billboard classics SNOOPY Premium Symphonic Christmas Concert 2022」（12月3日、愛知県芸術劇場大ホール / 12月21日、東京文化会館大ホール / 12月24日、兵庫県立芸術文化センターKOBELCO大ホール） - ゲストボーカル出演[132]
  - 「billboard classics × SNOOPY『Magical Christmas Night』」（2023年12月3日、兵庫県立芸術文化センターKOBELCO大ホール / 12月24日、昭和女子大学 人見記念講堂） - メインボーカル出演[133]
  - 「billboard classics × SNOOPY 『 Magical Christmas Night 2024』」（12月8日、兵庫県立芸術文化センターKOBELCO大ホール / 12月12日、札幌文化芸術劇場 hitaru / 12月23日、東京文化会館大ホール）- メインボーカル出演[134]
- TAKESHI KONOMI Presents『テニプリ☆ソニック2022-おてふぇす in 日本武道館-』（2022年7月1日、日本武道館） - スペシャルゲスト出演[135]
- 「あの感動をもう一度!カムカムエヴリバディ再会コンサート@岡山」（2023年3月30日、岡山シンフォニーホール） - ゲスト出演
- 「25th Anniversary 高嶋ちさ子&加羽沢美濃 ～ゆかいな音楽会～」追加公演（2023年6月10日・11日、東京文化会館大ホール / 6月18日、フェスティバルホール） - ゲスト出演
  - 「高嶋ちさ子&加羽沢美濃 ～ゆかいな音楽会～ with アンサンブル」追加公演（2024年7月21、フェスティバルホール） - ゲスト出演
- ミュージカルコンサート「M.クンツェ＆S.リーヴァイの世界～3rd Season～」（2023年9月20日 - 26日、シアタークリエ）[136]
- 「NHK広島放送局×広島交響楽団 ～夢プロジェクト～」（2023年10月31日、広島文化学園HBGホール） - ゲスト＆MC出演
- 「名曲コンサートin大阪~記憶に残る歌を届けます」（2024年2月11日、COOL JAPAN PARK OSAKA WWホール） - ゲスト出演[137]
- ミュージカルコンサート「The Reunion」（2024年8月13日・14日、サントリーホール 大ホール）[138]
  - アンコール公演「The Reunion: Together Again」（2024年12月16、パシフィコ横浜 国立大ホール）[139]
- 「ふれあいコンサートin宮古島2024」（9月1日、宮古島市文化ホール） - ゲスト出演[140]
- 「Kon Natsumi Concert 2024 - moi -」（9月16日、よみうり大手町ホール） - シークレットゲストゲスト出演[141][142]
- 「billboard classics KAI SHOUMA Orchestra Concert 2024」（10月14日、京都コンサートホール 大ホール） - スペシャルゲスト出演[143]

- 「カムカムエヴリバディ」なクリスマス（2024年12月24日・25日、新歌舞伎座） - ゲスト出演[144]
- CONCERT「THE BEST - New HISTORY COMING」＜Eプログラム＞（2025年2月23日・24日、帝国劇場） - ゲスト出演[145][146]
- 「『Life’s A Joy! Life Goes On!!』with 20years of Gratitude from Umeda Arts Theater」（2025年7月20日、東京国際フォーラムホールA / 7月27日、梅田芸術劇場メインホール）[147]
- ※予定「森崎ウィン シンフォニック コンサート Summer 〜 夏謡祭」（2025年8月23日、江戸川区総合⽂化センター⼤ホール） - スペシャルゲスト出演[148]
- ※予定 高崎音楽祭 第36回「熱帯JAZZ楽団 30th Anniversary With Voices」（2025年10月8日、高崎芸術劇場大劇場）[149]

### イベント

#### ソロイベント
- イベント「Studio E 1st.presented by Yu Shirota」（2018年5月20日、恵比寿ザ・ガーデンホール）
- 城田優 20th Anniversary Special Dinner Show 2019（8月25日、東京プリンスホテル 鳳凰の間）[150]
  - 城田優 Christmas & Birthday Special Dinner Show 2019（12月24日、リーガロイヤルホテル 光琳の間 / 12月27日、東京會舘本舘 ローズ）[151]
- Yu Shirota GW Special Show「立夏〜大人も主役のこどもの日〜」（2023年5月5日、帝国ホテル東京 富士の間）
  - Yu Shirota Special Dinner Show「Angraecum〜あなたと共にいつまでも〜」（2023年11月5日、帝国ホテル大阪 孔雀の間 / 2023年11月23日、帝国ホテル東京 孔雀の間）[152][153]
  - Yu Shirota Special Dinner Show 2025〜Yellow Crocus〜（2月22日、帝国ホテル東京 孔雀の間）[154]
- BK大感謝祭「ドラマやミュージカルで活躍！城田優トークショー」（2023年11月3日、NHK大阪放送局１階アトリウム特設ステージ）
- Yu Shirota presents 『Fun!! fan meeting24』（2024年3月23日・24日、I'M A SHOW）
  - Yu Shirota presents 25th Anniversary 『FFM25 SP LIVE -Melody-』（2025年1月3日- 5日、I'M A SHOW）
    - Yu Shirota presents『FFM25 -夏休み39-』（5月19日、I'M A SHOW / 6月9日、今池ガスホール / 7月8日、なんばHatch / 7月24日、福岡トヨタホール スカラエスパシオ）

#### ファッションイベント
- ヨウジヤマモト - ランウェイモデル
  - 「Yohji Yamamoto Homme 2018 S/S paris collection」（2017年6月22日、パリ）[155]
  - 「YOHJI YAMAMOTO POUR HOMME 2023 S/S collection」（2022年6月23日、東京※パリ・コレクションにはデジタル配信での参加）[156][157]
- 神戸コレクション 2017 AUTUMN / WINTER（2017年9月3日、ワールド記念ホール）[158]
  - 神戸コレクション 2018 SPRING / SUMMER（2018年3月3日、ワールド記念ホール）
- マイナビ presents 第27回 東京ガールズコレクション 2018 AUTUMN/WINTER（2018年9月1日、さいたまスーパーアリーナ）[159]
- VOGUE FASHION'S NIGHT OUT 2018 神戸（2018年9月22日、大丸神戸店）[160]
- Amazon Fashion Week TOKYO 2019 S/S（2018年10月17日、表参道ヒルズ） - ランウェイモデル[161]
- ジャンポール・ゴルチエ『ファッション・フリーク・ショー』（2023年5月31日・6月3日・4日、東急シアターオーブ） - スペシャルゲスト出演[162]
- バーバリー「ソンス・ローズ」オープニングイベント（2023年10月6日、ソウル特別市ソンドン区ヨンムジャンギル73）[163]

#### 舞台について
- 「音故知新　世界に羽ばたけ、ミュージカル界の若手エース　城田優」（2018年3月28日、読売新聞東京本社３階 新聞教室）[164]
- 「シアターコンプレックス」応援トークLIVEゲスト（2020年6月7日）[165]
- 歌舞伎夜話特別編『歌舞伎家話』第九回＜尾上松也・城田優・藤田俊太郎＞（2021年1月12日、イープラス「Streaming＋」生配信）[166]
- A.R.T. TRAVELS「Actor Talkback」（2021年5月21日、ZOOM生配信）[167]
- 『海宝直人のSmile Session ～出会いはタカラなり～』第6弾（2022年1月14日、イープラス「Streaming＋」＋事前収録配信） - ゲスト出演[168]
- ミュージカル『テニスの王子様』20周年記念特別番組 ｢テニミュ通信｣第1回「オール手塚座談会」（2023年8月11日、Youtube）[169]
- 「Fantasy on Ice 2024」（2024年5月24日 - 26日、幕張イベントホール / 5月31日 - 6月2日、愛知県国際展示場） - ゲスト アーティスト出演[170]
  - 「Fantasy on Ice 2025」（2025年5月31日・6月1日、幕張イベントホール） - ゲスト アーティスト出演
- 「ミュージカルは最強です！2024 ～お笑いチャンプと頂上決戦～ Presented by WOWOWプラス」（2024年7月15日、渋谷公会堂）- ゲスト出演[171]
- 「ディズニー・オン・アイス」（2024年9月21日、LaLa arena TOKYO-BAY）- スペシャルプレショー ゲスト出演[172]

#### 他
- 勇者ヨシヒコ『ダイブイキタクナルツアー』（2017年8月27日、幕張メッセ国際展示場９・１０ホール）
- 『ウォーキング・デッド』シーズン8プレミアム・オフ会（2018年1月18日、都内）[173]
- RIZAP presents「ボディメイクグランプリ2018ファイナル」（2018年11月23日、舞浜アンフィシアター）[174]
- 「eRIZIN2019」（12月31日、さいたまスーパーアリーナ・コミュニティアリーナ）[175]
- ディズニープラス サービス開始記念「フレンズ・オブ・ディズニー スペシャルトーク」#1（2020年6月14日、Youtube）[176]
  - 新ディズニープラス セレブレーションナイト（2021年10月27日、ディズニープラス公式Youtube / ディズニープラス公式Twitter / ニコニコ）[177]
- 「2分の1の魔法」公開記念！絆をつなぐ─魔法のオンライン花火大会（2020年8月18日、Youtube / ニコニコ）[114]
- 映画「くれなずめ」プレミアトークイベント（2021年5月28日 - 31日、東京テアトルチャンネル/ZAIKO配信） - MC出演[178]
- ディズニープリンセス展示会オープニングイベント（2021年6月22日、東京・渋谷マルイ）[179]
- Netflix『バイオハザード：インフィニットダークネス』配信記念イベント（2021年7月2日、Youtube）[180][181]
  - Netflix『バイオハザード：デスアイランド』配信記念イベント（2023年6月24日、Youtube）[182][183]
- 「ACTORS☆LEAGUE 2021」（2021年7月20日、東京ドーム）[184]
- 配信映画『インザハイツ』公開直前トークイベント（2021年7月25日、Youtube）[185][186]
- ZEN SOLO EXHIBITION 「SEE THE WORLD DIFFERENTLY」（2023年6月24日、Lurf MUSEUM） - トークセッションゲスト[187]
- 「TOKYO TOWER CANDLE DAYS 2023」（10月28日、東京タワー1Fイベントスペース） - 城田優×尾上松也スペシャルトークショー[188]
  - 「TOKYO TOWER CANDLE DAYS 2024」（10月26日、東京タワー1Fイベントスペース） - 尾上松也&城田優 トークショー[189]
- 『東京ゲームショウ2024』（幕張メッセ TOKYO GAME SHOW 2024 / ホール2 (02-C10)）- Dark Machine アンバサダー[190]
- マセラティ110周年イベント（2024年12月1日、東京プリンスホテル） - 特別ゲスト[191]

### バラエティ
- はなまるマーケット（2004年3月 - 2005年3月、TBS） - エプロン隊[192] / 月曜日 ベッキーコーナー
- ひらめ筋GOLD（2005年 - 2006年、日本テレビ）
- DD-BOYS（2006年4月 - 9月、テレビ朝日）
- ネプリーグ(2008年5月26日[193]、2008年9月8日[194]2009年3月2日、2013年3月11日[195]、2014年5月26日[196]、2020年3月9日[197])
- テッペンめざせ!BIG MOUTH!!（2009年1月 - 3月、TBS）
- 美男料理＜イケメンCooking＞（2012年8月6日 - 2014年8月、LaLa TV） - MC
  - メンズキッチン（2014年9月2日 - 2016年3月、LaLa TV） - MC[198]
- 福田雄一×井上芳雄「グリーン&ブラックス」（全72話） - ゲスト出演
  - 第1話 - 第24話（2017年4月29日 - 2019年3月30日、WOWOWプライム）：第5話以降[199]　
    - コメディドラマ（第6話 - 第8話、第10話 - 第12話、第18話 - 第19話、第21話）
    - トークコーナー（第5話 - 第11話）
    - 歌（第5話、第7話、第9話、第14話、第17話、第20話、第22話）
    - イベント「グリーン&ブラックス 公開ゲネプロ」（2018年9月5日、東京・メルパルクホール）[200]

  - 第25話 - 第48話（2019年4月24日 - 2021年3月24日、WOWOWライブ）：第26話以降[201]
    - コメディドラマ（第32話、第38話、第41話）
    - トークコーナー（第28話、第32話、第37話、第38話、第42話）
    - 歌（第26話、第32話、第40話）

  - 第49話 - 第72話（2021年4月30日 - 2023年3月31日、WOWOWプライム）：第49話以降[201]
    - 稽古場取材コーナー（第49話）

### ナレーション・他

#### ナレーション
- スポーツ大陸 「21歳若きチームリーダーへ　坂本勇人」（2010年7月18日、NHK）
- 明日へ つなげよう「岐路に立つ災害ボランティア～“市民の善意”からの脱却～」（2020年10月4日、NHK）[202]

#### 音声ガイド
- 美術展「ボッティチェリとルネサンス フィレンチェの富と美」（2015年3月21日 - 6月28日、Bunkamuraザ・ミュージアム）[203]
- 日本・オーストリア外交樹立150周年記念「ウィーン・モダン クリムト、シーレ 世紀末への道」（2019年4月24日 - 8月5日、東京六本木・国立新美術館企画展示室1E / 8月27日 - 12月8日、大阪中之島・国立国際美術館）[204]
- 展示会「WHAT IS LOVE？～輝くヒミツは、プリンセスの世界に。～」[205][206]
  - 2021年（6月23日 - 7月29日、東京渋谷マルイ7F・8F / 8月4日 - 23日、ジェイアール名古屋タカシマヤ10階 特設会場）
  - 2022年（1月2日 - 3月27日、福岡アジア美術館 / 4月16日 - 5月11日、大丸東京店 11階催事会場 / 7月22日 - 8月29日、大丸梅田店15階 大丸ミュージアム / 9月9日 - 11月6日、沖縄PARCO CITY 2F センタープラザ特設会場 / 12月17日 - 2023年1月9日、石川香林坊大和 8階ホール）
  - 2023年（7月19日 - 8月7日、静岡伊勢丹8階 大催事場 / 8月11日 - 9月10日、広島NTTクレドホール）
- 「ガウディとサグラダ・ファミリア展」（2023年6月13日 - 9月10日、東京国立近代美術館 / 9月30日 - 12月3日、佐川美術館 / 12月19日 - 2024年3月10日、名古屋市美術館）[207][208]
- 「井田幸昌展「Panta Rhei｜パンタ・レイ － 世界が存在する限り」（2023年9月30日 - 12月3日、京都市京セラ美術館 本館南回廊2階）[209]

#### 司会
- 世界の教育コンテンツ〜日本賞2017〜授賞式（2017年10月18日、NHK放送センター）[210]
- 第14回「VOGUE JAPAN Women of the Year」（2018年11月26日）[211]
  - 第15回「VOGUE JAPAN Women of the Year」（2019年11月20日）[212]
- 第1回「STAFF OF THE YEAR」最終審査（2021年8月19日）[213]

#### 他
- ニッポン・メイドのスニーカーが世界で愛される理由（2017年6月3日、BSフジ） - ナビゲーター[214]
- 「JAPAN CANDLE ARTIST AWARD 2023」（2023年10月28日、東京タワー1Fイベントスペース） - 特別審査員[188]

### WEB番組
- シャドウハーツ・フロム・ザ・ニューワールド「WEBスペシャルキャンペーン」（2005年6月 - 7月、アルゼ） - ジョニー・ガーランド 役
- ゲストはいつも城田優 (MCときどきメンタリストDaiGo)[215]（2018年4月24日 - 2019年1月17日） - ニコニコ生放送番組（全13回）

### ラジオ
- マーベラスレディオバイブレーション（2005年4月9日 - 2006年4月1日、文化放送）[216]
- 城田優のオールナイトニッポンR（2008年10月25日、ニッポン放送）
- 城田優のオールナイトニッポン（2009年1月5日 - 2010年12月27日、ニッポン放送）
- Global Music with U（2012年7月1日 - 、InterFM）（全13回）
- 『2分の1の魔法』公開記念 志尊淳と城田優の全力応援ラジオ（2020年4月4日、ニッポン放送）[217]

### PV
- MISIA「IN MY SOUL」
- 星村麻衣「Stay With You」
- RAG FAIR「君のために僕が盾になろう」

### CM
- しまむら「ファッションセンターしまむら」洗車・カフェ・公園篇
- UHA味覚糖「ミルクキャンディ」「ミルクチョコ」BIRTHDAY篇（中国・上海のみOA）
- コナミ「ときめきメモリアル Girl's Side」
- シーボン化粧品
- Right-on（2008年 / 2009年） ※[218]
- ロッテアイス「Coolish」（2009年） ※[219]
- 伊藤園「W BLACK」 / 「MINERAL SPARKIES」（2009年） ※[219]
- サッポロ飲料「ゲロルシュタイナー」（2009年5月 - 2010年3月）
- ロッテ
  - 「ガーナチョコレート」母の日ガーナ篇（2009年5月3日 - 10日、期間限定） ※[219]
  - 「味わいカリンのど飴」カリンなる一族篇（2009年9月 - ）
  - 「シャルロッテ」大人のチョコ篇（2009年11月 - ）
- ネスレ ネスカフェ エクセラ「エクセラで、ラテ!・sharp編」（2011年）
- 日本コカ・コーラ カナダドライジンジャーエール「大人が楽しめる炭酸」編 （2016年2月16日 - [220][221]
- 相模屋食料「おだしがしみたきざみあげ」入国審査編（2019年2月15日 - 2月28日）[222]
- 三栄建築設計「メルディア 戦う社員篇」（2019年4月20日 - ）[223][224]
- ビザ・ワールドワイド「キャッシュレスでもっとスマートに」 [225]
  - 「コンセプト篇」（2019年5月14日 - ）[226]
  - 「学生篇」（2019年5月30日 - ）[227]
  - 「ランチ篇」（2019年6月25日 - ）[228]
  - 「海外旅行篇」（2019年7月26日 - ）[229]
  - 「シニア篇」（2019年9月19日 - ）[230]
- タマホーム
  - 「ハッピーソング 城田優篇」（2020年9月14日 - ）[231]
  - 「画面分割篇」（2021年3月15日 - 6月18日[232]）※ゴスペラーズと共演[233]
  - 「ハーモニー篇」（2021年4月25日 - 6月18日）※ゴスペラーズと共演[234]
- Qvou のむシリカ「城田優篇」 （2021年7月12日 - ）[235][236]
- サントリー ジムビーム「仕事は終わり篇」（2021年9月6日 - ） -  WEBCM[237]
- スクウェア・エニックス「ドラゴンクエストタクト」1.5周年記念TVCM（2022年1月16日 - ）[238]
- Sky SKYPCE「Skyが変える名刺の未来」篇（2022年1月26日 - ）[239]
- 「Pフィーバー機動戦士ガンダムユニコーン再来 -白き一角獣と黒き獅子-」（2024年5月17日 - ）[240]

### 広告
- ヨウジヤマモト「BLACK Scandal Yohji Yamamoto 2020-21AW Collection」（2020年6月19日 - ） - カタログビジュアルモデル[241][242]
- 東京消防庁「令和2年 秋の火災予防運動」ポスターモデル（2020年9月23日 - ） - ポスターモデル[243]
- マイケル・コース ジャパン「Michael Kors」2020 Holiday Catalog Model（2020年10月26日 - ）[244]

## 演出・他

### テレビドラマ
- 私たちがプロポーズされないのには、101の理由があってだな シーズン2 第8回（2015年）：監督·原案[15]。

### 舞台
- ミュージカル「アップル・ツリー」（2016年5月28日 - 6月7日、赤坂RED THEATER）：演出[245]
- ミュージカル「ファントム」：演出
  - （2019年11月10日 - 12月1日、赤坂ACTシアター / 12月7日 - 16日、梅田芸術劇場メインホール）[246]
  - （2023年7月22日 - 8月6日、梅田芸術劇場メインホール / 8月14日 - 9月10日、東京国際フォーラムホールC）[247]
- エンタテインメントショー「SHOWTIME」（2021年6月23日 - 27日、東急シアターオーブ）：米倉涼子 と演出[67][68]
- ミュージカル「カーテンズ」（2022年2月26日 - 3月13日、東京国際フォーラムホールC / 3月18日 - 22日、新歌舞伎座 / 3月26日・27日、愛知県芸術劇場大ホール）：演出[70]
- エンタテインメントショー「TOKYO～the city of music and love～」（2024年5月14日 - 19日、東急シアターオーブ / 6月22日、シンガポール・Esplanade Theatres on the Bay）：プロデューサー、金谷かほり と演出[73][74]
- オルガン・ステージリーディング『モーツァルト！』（2025年8月11日、サントリーホール 大ホール）：監修[248]

### イベント
- 「ACTORS☆LEAGUE 2021」（2021年7月20日、東京ドーム）：オープニング演出[249]
- 「billboard classics × SNOOPY『Magical Christmas Night』」：演出
  - （2023年12月3日、兵庫県立芸術文化センターKOBELCO大ホール / 12月24日、昭和女子大学 人見記念講堂）[133]
  - （2024年12月8日、兵庫県立芸術文化センターKOBELCO大ホール / 12月12日、札幌文化芸術劇場 hitaru / 12月23日、東京文化会館大ホール）[250]
- 「Fantasy on Ice 2025」（2025年5月31日・6月1日、幕張イベントホール）：「ダンス オブ ヴァンパイア」スペシャルプログラム演出[251]

### 他
- ※予定ミュージカル「PRETTY WOMAN The Musical」（2026年1月 - 3月、東急シアターオーブ / 大阪オリックス劇場）：日本版上演台本・訳詞[77]

## 作品

### 雑誌
- Wink Up「城田優のHow are YOU?」（2007年2月 - 2009年2月、ワニブックス）
- with「城田優のYouの目 優の目」（2009年3月 - 2011年12月、講談社）
- BEST STAGE（ベスト ステージ）『エリザベート』短期連載by城田優（2010年7月 - 2011年1月）

### 写真集
- 城田優ファーストソロ写真集「城田優」[252]（2007年9月26日、ワニブックス） ISBN 978-4-84-704020-7
- 城田優セカンド写真集「素顔。」（2009年6月26日、講談社） ISBN 978-4-06-353711-6
- 城田優フォトブック「DISCOVER NEW THINGS FROM THE PAST」(2013年01月21日、ワタナベ商店）
- 城田優20thアニバーサリーブック「Soñador」(2019年12月18日、主婦と生活社）ISBN 978-4-391-15421-4 [253]

### 書籍
- 美男料理 <イケメンCooking>（2013年4月24日、ぴあ） ISBN 978-4835618289

### 朗読
- 新宿鮫 新宿鮫1（著者：大沢在昌、Amazon Audible）- 2018年9月11日配信開始[254]

### DVD
- MEN’S DVD SERIES 城田優 with U（2005年11月16日、ポニーキャニオン）
- D-BOYS BOY FRIEND SERIES SPECIAL 城田優 YU channel（2009年12月23日、ジェネオン・ユニバーサル・エンターテイメントジャパン）

### 音楽

#### シングル
| No. | 発売日        | タイトル                        | 形態                                                          | 規格品番                           | レーベル  | 補足              |
| --- | ------------- | ------------------------------- | ------------------------------------------------------------- | ---------------------------------- | --------- | ----------------- |
| 01  | 2011年5月4日  | U                               | ジャケットA盤(CD+DVD) ジャケットB盤(CD+DVD) ジャケットC盤(CD) | AVCD-48024B AVCD-48025B AVCD-48026 | avex trax | シングル（U名義） |
| 02  | 2011年9月7日  | 刹那 〜a sandglass of fate〜    | TypeA盤(CD+DVD) TypeB盤(CD+DVD) TypeC盤(CD)                   | AVCD-48121B AVCD-48122B AVCD-48123 | avex trax | シングル（U名義） |
| 03  | 2012年2月22日 | Worth Fighting For feat.HOWIE D | CD+DVD CD                                                     | AVCD-48288B AVCD-48289             | avex trax | シングル（U名義） |

#### アルバム
| No. | 発売日         | タイトル | 形態                                                      | 規格品番                          | レーベル                       | 補足                        |
| --- | -------------- | -------- | --------------------------------------------------------- | --------------------------------- | ------------------------------ | --------------------------- |
| 01  | 2012年3月7日   | UNO      | 初回生産限定盤（CD+写真集） 通常盤（CD+DVD） 通常盤（CD） | AVCD-38458 AVCD-38459B AVCD-38460 | avex trax                      | オリジナルアルバム（U名義） |
| 02  | 2018年10月24日 | a singer | CD                                                        | SICL-30046                        | Sony Music Japan International | ミュージカルアルバム        |
| 03  | 2020年12月2日  | Mariage  | 初回生産限定盤（CD+DVD+写真集） 通常盤（CD）              | SRCL-11493/4 SRCL-11495           | Sony Music Records             | J-POPカバーアルバム         |

#### デジタル配信
- 祈りの言霊（2013年3月11日、東日本大震災の復興支援チャリティーとしてiTunesとAmazonで配信）

- それでも（2020年5月29日、YouTube配信）[255]

- 夢の種 ～I'll be by your side（2024年10月30日、配信）[256]

#### 参加作品
- If I Say feat.U （U名義、Howie D.とのデュエットバージョン、映画『1911』日本語吹替版エンドクレジットソング、2011年11月9日発売のHowie D. ソロアルバム『BACK TO ME』日本盤に収録）
- 夢はひそかに（高畑充希とのデュエットバージョン、映画『シンデレラ』日本版エンドソング、2015年4月22日発売『シンデレラ オリジナル・サウンドトラック』に収録）[257][258][259]
- かけめぐる青春（山崎育三郎とのデュエットバージョン、2019年7月3日発売の山崎育三郎カバーアルバム『MIRROR BALL’19』に収録）[260]
- 上を向いて～SING FOR HOPE プロジェクト（2020年4月14日、YouTube配信）[261]
- 【Shows at Home】民衆の歌 ／ Do You Hear The People Sing? （2020年4月26日、YouTube配信）[262]
- Finding Wonderland（2020年7月10日、YouTube配信）[263]
- 少女A（城田優名義、2025年5月1日発売の『中森明菜 Tribute Album “明響”』に収録）[264]
  - 「少女A」Music Video（2025年5月1日、YouTube配信）[265]
- Beauty and the Beast（新妻聖子とのデュエットバージョン、2025年8月6日発売の新妻聖子ミュージカルアルバム『MUSICAL MOMENTS 2』に収録）[266]

### 公演CD/DVD
- ミュージカル「美少女戦士セーラームーン」
  - 無限学園～ミストレス・ラビリンス～〔改訂版〕（VHS 2003年04月25日 / DVD 2003年05月23日、バンダイビジュアル）
  - スターライツ・流星伝説（VHS 2003年11月28日 / DVD 2003年12月21日、バンダイビジュアル）
  - 火球王妃降臨（VHS 2004年4月23日 / DVD 2003年5月28日、バンダイビジュアル）
  - 新かぐや島伝説（VHS / DVD 2004年12月23日、バンダイビジュアル）

- ミュージカル「テニスの王子様」
  - in winter 2004-2005 side 山吹 feat.聖ルドルフ学院～（2005年4月21日、インターチャネル）
  - DREAM LIVE 2nd（2005年8月10日、インターチャネル）
  - The Imperial Match 氷帝学園（2005年11月20日、インターチャネル）
  - ベストアクターズシリーズ001 城田優 as 手塚国光（2005年12月19日、インターチャネル）
  - DREAM LIVE 3rd（2006年6月14日、インデックスミュージック）

- ミュージカル「テイクフライト」 ORIGINAL JAPANESE CAST LIVE RECORDING CD（2008年1月21日、パルコ）
- ミュージカル「ロミオ＆ジュリエット」ハイライト・ライブ録音盤<城田優Ver.>（2012年3月15日、日本コロンビア）
- ミュージカル「エリザベート」
  - 2015年東宝公演 ライヴ録音盤（2015年12月20日、東宝ミュージック）
  - 2016年版キャストDVD<White version>（2016年12月16日、東宝ミュージック）
    - 2016年版キャストBlu-ray<White version>（2021年10月29日、東宝ミュージック）

- 地球ゴージャス プロデュース公演DVD Vol.14「The Love Bugs」（2016年12月7日、アミューズソフトエンタテインメント、パルコ）
- ミュージカル「ファントム」
  - 2019年版キャストDVD<Red version>（2020年3月27日、梅田芸術劇場）
  - 2023年版キャストBlu-ray<Red version>（2024年2月24日、梅田芸術劇場）

- ミュージカル「NiNE」2020年（藤田俊太郎）版キャストDVD（2021年4月16日、梅田芸術劇場）
- ACTORS☆LEAGUE 2021「CD＋Blu-ray」（2021年12月15日、ポニーキャニオン）